# ميناء رأس غارب
هو ميناء بترولي بحري يخدم معظم شركات قطاع البترول العاملة بمدينة رأس غارب بمحافظة البحر الأحمر بمصر.